# Hete (Románia)
Hete (románul: Hetea) falu Romániában Kovászna megyében. Előpatak községhez tartozik.

## Népessége
2002-ben 281 lakosa volt. 96% cigánynak vallotta magát. A maradék lakosság román és német.

## Vallások
A lakók pünkösdisták vagy ortodoxok többségében, de találunk itt római katolikusokat és reformátusokat is kisebb számban.